# Bouli
Bouli se trata de uma série animada de televisão produzida originalmente na França de 1989 a 1991.

### Comunicados de imprensa em casa
2 coleções de DVDs foram lançados na Irlanda: "Bouli e Amigos" e "Bouli Novamente" em 1991. A empresa irlandesa de roupas HairyBaby também criou uma linha licenciada Bouli de camisetas e moletons para adultos, baseada na arte da caixa Bouli agus a Chairde .